# Dicyrtomina minuta
Dicyrtomina minuta is een springstaartensoort uit de familie van de Dicyrtomidae. De wetenschappelijke naam van de soort is voor het eerst geldig gepubliceerd in 1783 door O. Fabricius.